# Karen Brahe
Karen Brahe, född 1657, död 1736, var en dansk adelsdam, legatstiftare och boksamlare. Hon var från 1717 till 1736 föreståndare för det av henne grundade Odense adliga jungfrukloster.
Karen Brahe var dotter till godsägaren Preben Brahe (1627–1708) och Susanne Gøye (1634–83) och sondotter till Jørgen Steensen Brahe.
Hon beskrivs som en duktig förvaltare av sina gods och en flitig utövare av bokliga sysselsättningar. Hon ärvde 1681 sin mors faster Anne Gjøes stora boksamling och ökade den betydligt.
1716 stiftade hon Odense adliga jungfrukloster och testamenterade till detta sitt märkliga Karen Brahes bibliothek, rikt på sällsynta gamla danska böcker och handskrifter.